# سكوت هولكومب
سكوت هولكومب هو سياسي أمريكي، ولد في 2 نوفمبر 1972 في نيو هيفن في الولايات المتحدة. نشط حزبياً في الحزب الديمقراطي. وقد انتخب عضو مجلس نواب جورجيا ‏.